# Emder Wall
Der Emder Wall ist die frühneuzeitliche Stadtbefestigung und heute eine Naherholungs- und Grünanlage in der Stadt Emden in Ostfriesland.
Während des Dreißigjährigen Krieges sicherte der Wall die Stadt Emden als einzigen Ort Ostfrieslands vor der Einnahme durch fremde Truppen. Nach dem Übergang der Region an Preußen 1744 verlor der Wall seine Verteidigungsfunktion und wurde seit etwa der zweiten Hälfte des 19. Jahrhunderts sukzessive in ein Naherholungsgebiet umgestaltet.

## Geschichte

### Verteidigungsanlagen bis 1570
Bis zum Bau des Walls bestand die Emder Stadtbefestigung vornehmlich aus flacher gestalteten Erdwällen. Eine erste Befestigung kam im Zuge der Sächsischen Fehde (1514–1517) hinzu, als die Emder die Erdwälle mit Back- und Sandsteinen befestigten. Das Neue Tor am damaligen Nordende des Stadtgebiets in Höhe des Stadtgrabens und Alten Grabens bauten die Einwohner aus Stein – es war das erste steinerne Grenztor der Stadt. Hinzu kamen einzelne Wachtürme. Allein aus Stein befestigt war lediglich die Südseite der Stadt zur Ems hin, dies aber – neben dem Schutz gegen Angriffe von See – vor allem aus Gründen des Küstenschutzes. Hier verlief die Emsmauer, deren Verlauf von der Emsmauerstraße nachgezeichnet wird.

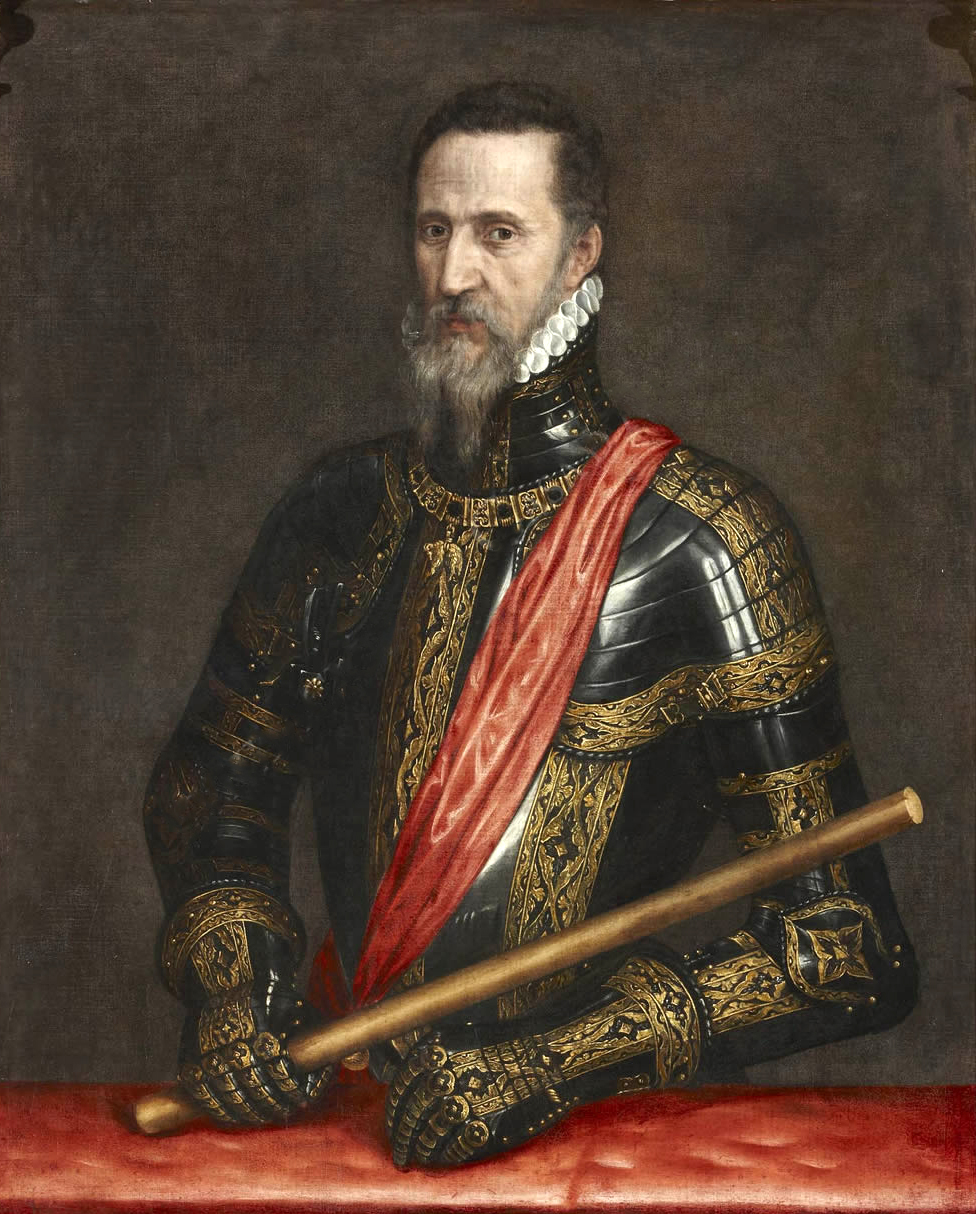
Der Herzog von Alba auf einem Gemälde von Willem Key

Als der spanische Herzog Alba im Zuge des niederländischen Freiheitskampfes in der Schlacht von Jemgum (1568) die Truppen der Generalstaaten besiegt hatte, drohte er kurzzeitig damit, mit seinem Heer auch nach Emden zu marschieren, ließ davon jedoch ab. Die Stadt nahm dies zum Anlass, innerhalb von nur zwei Jahren ihre Grenzbefestigungen zu erhöhen und zu verstärken. Dies betraf besonders die südöstliche Stadtgrenze am rechten Unterlauf der Ems, da von dort aus am ehesten mit Angriffen gerechnet werden musste.

### Die Erweiterung der Stadt
Durch den Zuzug von niederländischen Glaubensflüchtlingen war die Stadt in der zweiten Hälfte des 16. Jahrhunderts, besonders in den 1560er- und den frühen 1570er-Jahren, stark gewachsen. Damit einher ging eine schrittweise Erweiterung des Stadtgebietes. Der damalige Vorort Faldern (bestehend aus Groß-Faldern und Klein-Faldern) kam nach Unterzeichnung des Delfzijler Vertrages am 15. Juli 1595 zu Emden. Er war bereits seit den 1550er-Jahren mit der westlich gelegenen Emder Altstadt zu einem einheitlichen Siedlungsgebiet verschmolzen, stand bis 1595 aber noch unter der direkten Jurisdiktion der ostfriesischen Grafen. Bereits ein Jahr nach dem Abschluss des Vertrages ließ der Rat der Stadt die Befestigungen an der Ostseite der beiden Faldern verstärken, es entstanden das Nordertor und das Faldernpoort oder Falderntor, das bis dahin nach dem verwendeten Baustoff auch den Namen Holten Poort getragen hatte. Nachdem die Befestigung dieses Tores mit Steinmaterial gelungen war, wurde es später Herrentor genannt.
Im Haager Akkord von 1603 schlichteten die Generalstaaten erneut einen Streit zwischen dem ostfriesischen Grafenhaus und der Stadt Emden, bei dem es unter anderem um die genauen Grenzen der Stadt ging. In dem Akkord legten die Hochmögenden in Den Haag fest, dass die Stadt die angestrebte Norderweiterung in Angriff nehmen könne, wenn sie zugleich das Erweiterungsgebiet mit einem Festungswall umgebe. Bereits 1604 liefen die Planungen der Emder Stadtoberen dazu an.

### Bau des Walls
Von 1606 bis 1616 hatten der städtische Baumeister Gerhart Evert Pilooth, später beraten durch den niederländischen Festungsbaumeister Johan van Valckenburgh, die Stadt auf den neuesten Stand der Verteidigungstechnik gebracht. Der Wall bestand früher aus elf Zwingern (fünfeckigen Bastionen), die sich nahezu ringförmig (deutlich mehr als 180 Grad) um die Stadt legten. Den Rest der Barriere bildete die damals unmittelbar an der Innenstadt vorbeifließende Ems. Auf den Anhöhen des Walls konnten im Verteidigungsfall Kanonen postiert werden. Vor diesen Anlagen wurde ein breiter Graben (Stadtgraben) gezogen, um Angreifern zusätzlich einen Sturm auf den Wall zu erschweren. Die Bastionen waren mit Kanonen bestückt, und zwar derart, dass ein potenzieller Angreifer keine Toten Winkel ausnutzen konnte, um den Wall zu stürmen.

### Im Dreißigjährigen Krieg

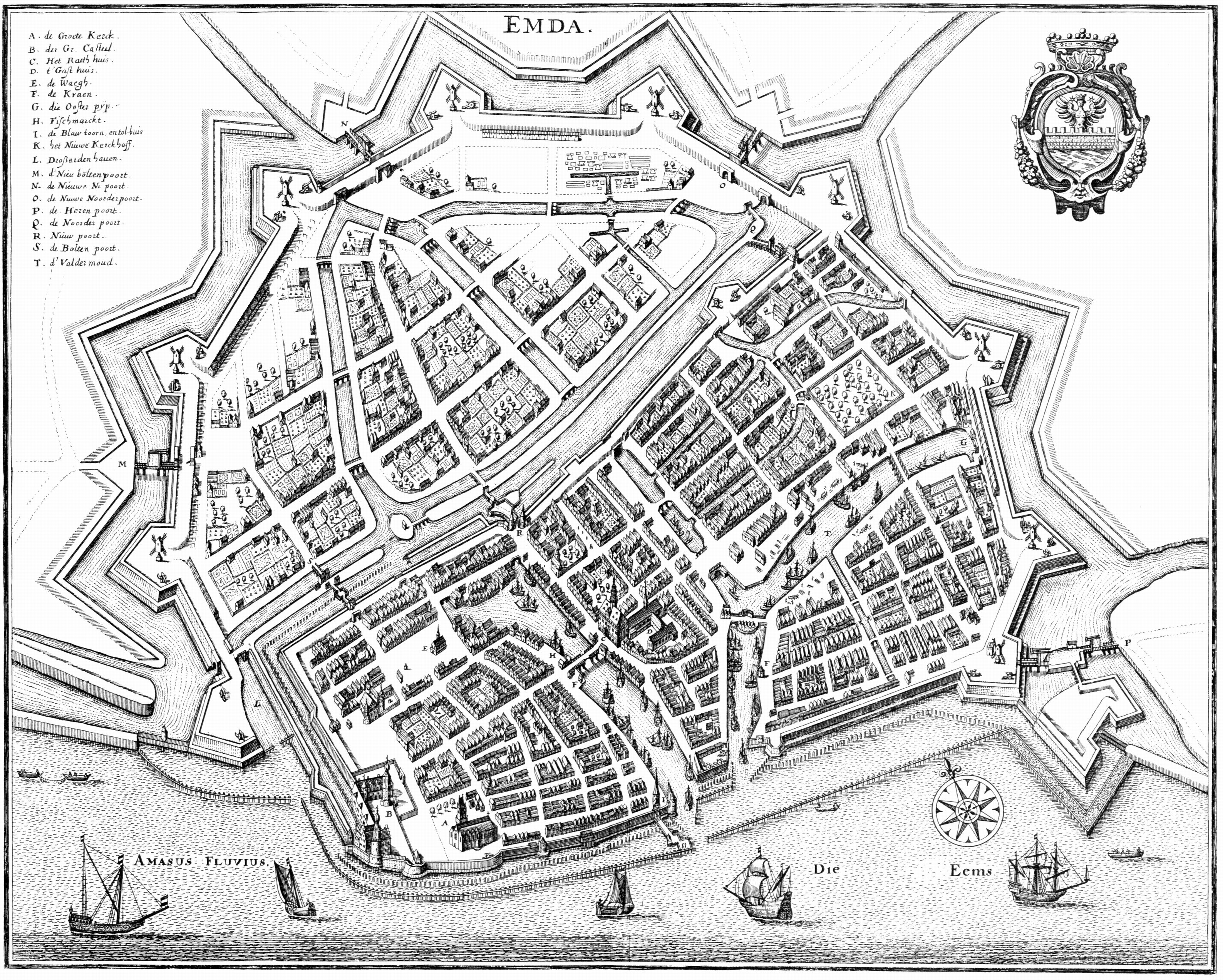
Die Wallanlagen um 1640

Die erste und zugleich größte Bewährungsprobe hatte die modernisierte Emder Stadtbefestigung während des Dreißigjährigen Krieges zu bestehen, als Ostfriesland von Truppen des protestantischen Heerführers Ernst von Mansfeld als Ruhe- und Rückzugsraum benutzt wurde. Während der Rest der Grafschaft große Not zu leiden hatte, blieb Emden als einziger Ort unbesetzt. Nachdem sie 1622 in Ostfriesland angekommen waren, schritten die Mansfeld’schen Truppen im Januar 1623 auf die Stadt vor und besetzten die Dörfer der Umgebung: Borssum, Uphusen, Wolthusen, Hinte und Larrelt. Obwohl Mansfeld über mehrere Tausend Soldaten und auch Erfahrung im Festungskampf verfügte, gelang es ihm nicht, sich der Stadt viel weiter als bis zur Schussweite ihrer Kanonen zu nähern. Lediglich einzelne Trupps des Söldnerführers näherten sich der Stadt, um dort grasendes Vieh Emder Bürger von den Weiden zu stehlen. In die Stadt selbst hatten Mansfeld und seine Soldaten jedoch nie einen Fuß setzen können.
Als Mansfeld Teile seiner Truppen von der Festung Leerort nach Greetsiel verlagerte und das Kriegsmaterial per Schiff auf der Ems stromabwärts schickte, überfielen Emder Schiffe den Konvoi und erbeuteten – neben Privatsachen des Heerführers und seiner Offiziere – unter anderem 37 Geschütze, mehr als 2500 Kanonenkugeln, 209 Zentner Pulver und 180 Zentner Lunten sowie diverse Handfeuerwaffen, Hieb- und Stichwaffen. Die erbeuteten Geschütze stellte die Emder Garnison auf dem Wall auf, was zur Verstärkung der Feuerkraft beitrug. Insgesamt befanden sich auf dem Wall damit mehr als 200 Geschütze. Mansfeld forderte ultimativ die Herausgabe der Beute, jedoch vergebens. Die Emder Stadtoberen um den Stadtsyndikus Johannes Althusius ließen den Söldnerführer in einem Schreiben später vielmehr wissen, man sei „der zuversicht, daß unß pestilentz, hunger und kummer balldt voneinander scheiden werden“. Die Stadt selbst war von der ausgebrochenen Pest in Ostfriesland in keiner Weise betroffen, im Umland hingegen gab es viele Tote.
Nach dem Abzug Mansfelds 1624 wurde Ostfriesland noch zwei weitere Male von fremden Truppen besetzt, die dort ihr Ruhequartier bezogen. Auch diese Truppen haben keinen Fuß in die Stadt Emden gesetzt, verhielten sich jedoch ohnehin zurückhaltender als Mansfeld.

### Von der preußischen Übernahme Ostfrieslands 1744 bis zur Gegenwart
Während der Wall in der „ersten preußischen Zeit Ostfrieslands“ (1744–1806/15) im Gegensatz zu vielen Burgen der Region von der Schleifung unbehelligt blieb, wurde er während der Hannoverschen Ära (1815–1866) seiner Funktion enthoben. Der Baukörper blieb dabei jedoch erhalten. Die Militärtechnik hatte den Wall in der Zwischenzeit überflüssig gemacht. Nachdem die Stadt im frühen 19. Jahrhundert ihren Festungscharakter verloren hatte, wurde auch der ursprünglich 36 Meter breite Emder Stadtgraben als Festungsgraben nicht weiter gepflegt. Als Konsequenz daraus wurde er schmaler, jedoch breit genug gehalten, um Binnenschiffern auf ihrem Weg in die Dörfer der Krummhörn auch fürderhin die Durchfahrt zu ermöglichen. Das aufgeschwemmte Land vor dem Wall, das Wallvorland, nutzten Emder Gemüsebauern im 19. Jahrhundert zum Anbau.
Nachdem sich bereits 1824 eine „Verschönerungskommission“ für den Wall gebildet hatte, stieg die Popularität der früheren Befestigung als Erholungsraum erst in den folgenden Jahrzehnten. Ab 1906 residierte der Emder Tennis- und Hockey-Verein auf dem Wall. 1911 bezog der Emder Ruderverein Ostfriesland, ein Ruderclub ausschließlich für die Mitarbeiter des Emder Post- und Telegrafenamtes, sein Domizil an der Kesselschleuse, das nach der Fusion mit dem fünf Jahre zuvor gegründeten Emder Ruderverein (1924) als gemeinsames Vereinsheim diente.
Während der NS-Zeit in Emden legte die Marine-SA am Marienwehrster Zwinger einen Bootshafen an, der nach dem Zweiten Weltkrieg an den Wassersportverein Emden (WVE) überging. Als einziger der 35 größeren Emder Luftschutzbunker wurde 1942 der Bunker am Gelbe-Mühlen-Zwinger auf dem Wall gebaut, jedoch im rückwärtigen, stadtnahen Bereich an der Grenze zu den heutigen Grünflächen.
In den Jahren von 1969 bis 1975 ließ die Stadt Emden das Wallvorland zwischen dem eigentlichen Wallkörper und dem Stadtgraben als Naherholungsfläche ausbauen und dort weitere Spazierwege anlegen. In dieser Zeit wurde auch die Brücke zum Neuen Theater gebaut. Der Wall wurde 1977 unter Denkmalschutz gestellt.

## Aufbau

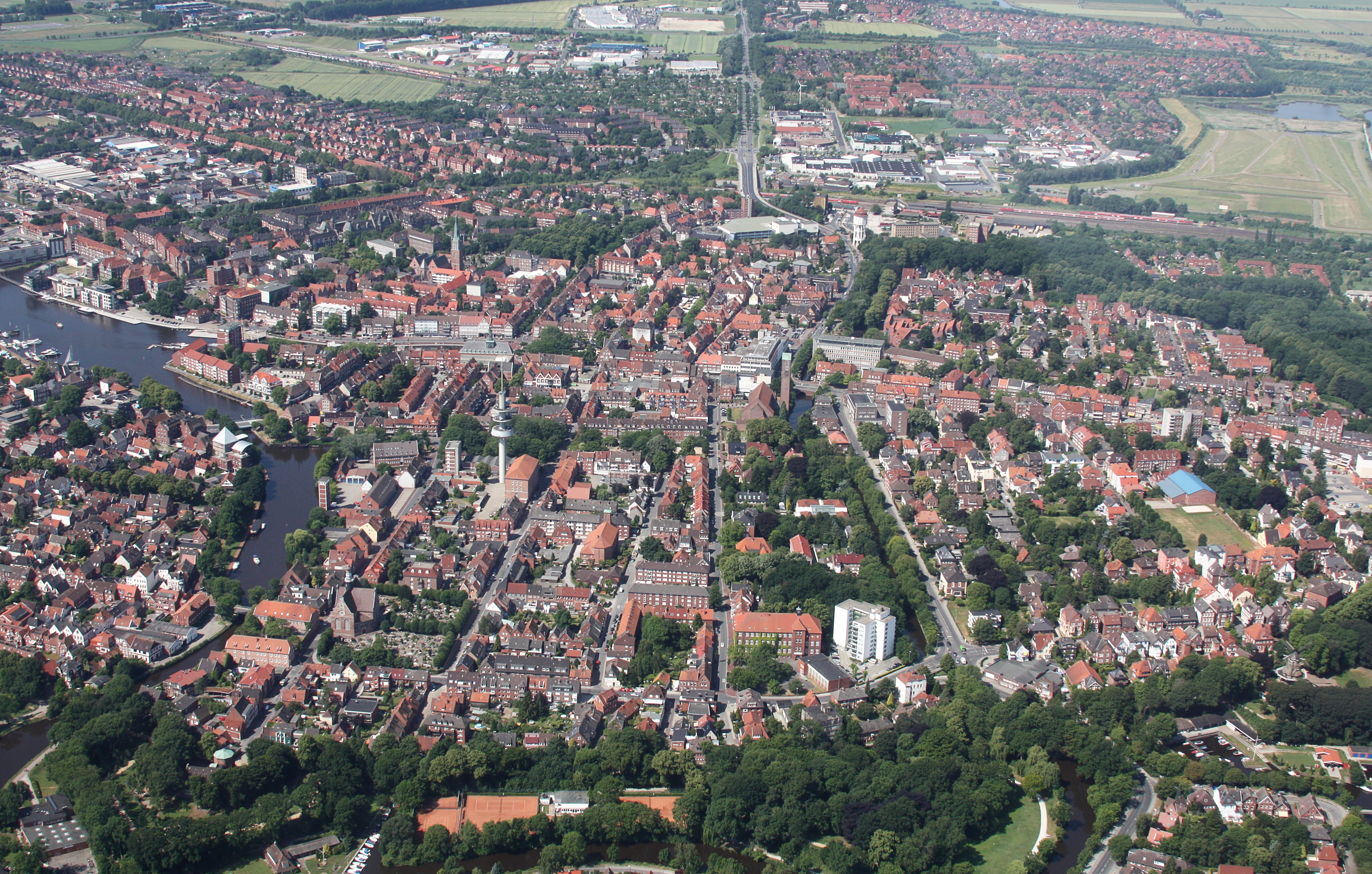
Teile des Walls (unten und rechts oben) in der Vogelperspektive, Blick nach West

Der Wall ist in acht Teile, Zwinger genannt, gegliedert. Diese sind von West nach Südost: Meister-Geerds-Zwinger, Heuzwinger,  Albringwehrster Zwinger, Vogelsang-Zwinger, Marienwehrster Zwinger, Gelbe-Mühlen-Zwinger, Rote-Mühlen-Zwinger und Weiße-Mühlen-Zwinger. Die Benennung erfolgte im Fall des Albringwehrster und des Marienwehrster Zwingers nach dem landwirtschaftlichen Anwesen Albringwehr auf dem Gebiet der Gemeinde Hinte und dem Emder Stadtteil Marienwehr im Nordosten der Stadt. Die drei nach Mühlen benannten Zwinger haben ihren Namen von den dort stehenden Mühlen, wobei die Gelbe Mühle jedoch nicht mehr erhalten ist.

## Stadttore
Der Emder Wall wurde bereits zur Zeit seiner Erbauung von mehreren Stadttoren durchbrochen, nach denen heute teilweise Emder Stadtteile benannt sind. So lag das Herrentor am östlichen Zugang zur Stadt, wo sich heute der gleichnamige Stadtteil befindet. Der Zugang von Nordosten wurde durch das Nordertor gesichert, auf den heute die Nordertorstraße hinweist. Es handelt sich dabei um die Ausfahrtsstraße nach Wolthusen. Das Boltentor gestattete den Zugang aus Richtung Nordwest, nach ihm ist das Boltentorviertel benannt.

## Heutige Gebäude

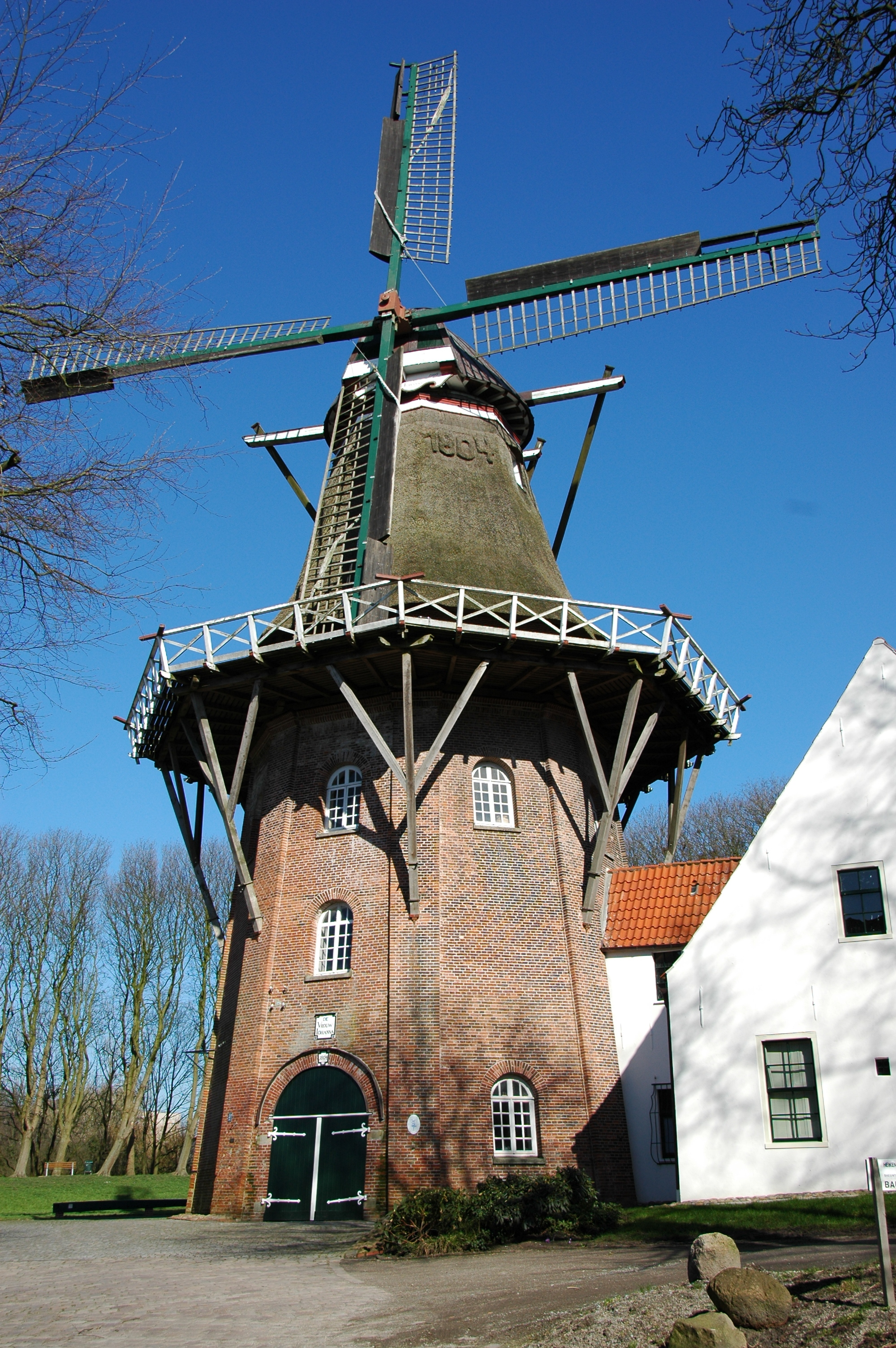
Vrouw-Johanna-Mühle

Die sich mehrere Meter aus der sonst recht flachen ostfriesischen Marschenlandschaft erhebenden Wallanlagen erhielten von Anbeginn eine zusätzliche Nutzung als Standort mehrerer Windmühlen. Von einstmals mehreren Mühlen auf dem Wall – eindeutig nachgewiesen sind mindestens fünf Standorte – sind noch drei Baukörper erhalten, jedoch allesamt in höchst unterschiedlichem Erhaltungsgrad. Vollständig renoviert worden ist der Galerieholländer De Vrouw Johanna auf dem Marienwehrster Zwinger. Eigentümer ist die Stadt Emden, die die Mühle an den Emder Mühlenverein verpachtet hat. Der gemeinnützige Verein kümmert sich um den Erhalt des unter Denkmalschutz stehenden Bauwerks. Sie ist die einzige Windmühle Emdens, die noch über Flügel verfügt. Neben der Johanna-Mühle finden sich auf dem Wall noch die Rote Mühle (heute ein Kindergarten) sowie die Weiße Mühle, die allerdings stark renovierungsbedürftig ist. Die beiden letztgenannten Mühlen stehen auf den nach ihnen benannten Zwingern. Außer den Mühlen gibt es auf dem Vogelsang-Zwinger noch das Vereinshaus des Emder Ortsvereins der Arbeiterwohlfahrt sowie ein Denkmal für die Gefallenen der Weltkriege. Am Rande des Gelbe-Mühlen-Zwingers steht einer der 35 größeren Emder Bunker. Außer den weiteren Vereinsheimen und Anlagen der Sportvereine (s. Abschnitt Sport) sind auf dem Wall keine weiteren Bauwerke vorhanden.

## Verkehr
Der Wall schützte Emden nicht nur vor der Einnahme im Dreißigjährigen Krieg, sondern war auch über Jahrhunderte eine städtebauliche und verkehrliche Grenze. Der Wallkörper selbst, aber auch der davorliegende Stadtgraben bildeten eine Barriere zwischen der Kernstadt und den sich im Laufe der Jahrhunderte fortentwickelnden, späteren Stadtteile außerhalb des Wallrings. Lediglich durch die früheren Stadttore floss der Verkehr, die heutigen Straßen nehmen die Verkehrswege weiterhin auf. Im Bereich der acht Zwinger gibt es lediglich drei Straßendurchlässe, zwei weitere wichtige Straßen führen zudem unmittelbar an den Enden des Walles vorbei aus der Innenstadt in die außerhalb liegenden Stadtteile.
Am westlichen Ende des Walls vorbei führt die Abdenastraße, die einen Teil der Emden von West nach Ost durchquerenden Landesstraße 2 bildet. Sie berührt den Wallkörper jedoch nicht direkt. Am südöstlichen Ende des Wallkörpers führt die Straße Am Herrentor entlang. Bis zur Niederlegung des Borssumer Zwingers führte auch sie durch den Wall hindurch, seither bildet sie die nicht mehr durch den Wall führende Begrenzung der ehemaligen Stadtbefestigung. Die Straße verbindet die Innenstadt mit dem außerhalb gelegenen Stadtteil Herrentor.
Drei Straßen hingegen führen durch den Wallkörper hindurch. Dies sind die Boltentorstraße im Nordwesten, die zwischen dem Meister-Geerds-Zwinger und dem Heuzwinger hindurch Früchteburg und den weiter nordwestlich gelegenen Stadtteil Conrebbersweg mit der Innenstadt verbindet, sowie die Auricher Straße, die Hauptausfallstraße in Richtung Norden. Im Nordosten führt zudem die Nordertorstraße/Wolthuser Straße durch den Wall. Die Verbindung der einzelnen Zwinger geschieht im Falle der Boltentorstraße und der Nordertor-/Wolthuser Straße mittels Zebrastreifen. Im Falle der vierspurigen Auricher Straße gibt es sowohl ebenerdige Querungsmöglichkeiten an einer Ampel als auch eine Untertunnelung.

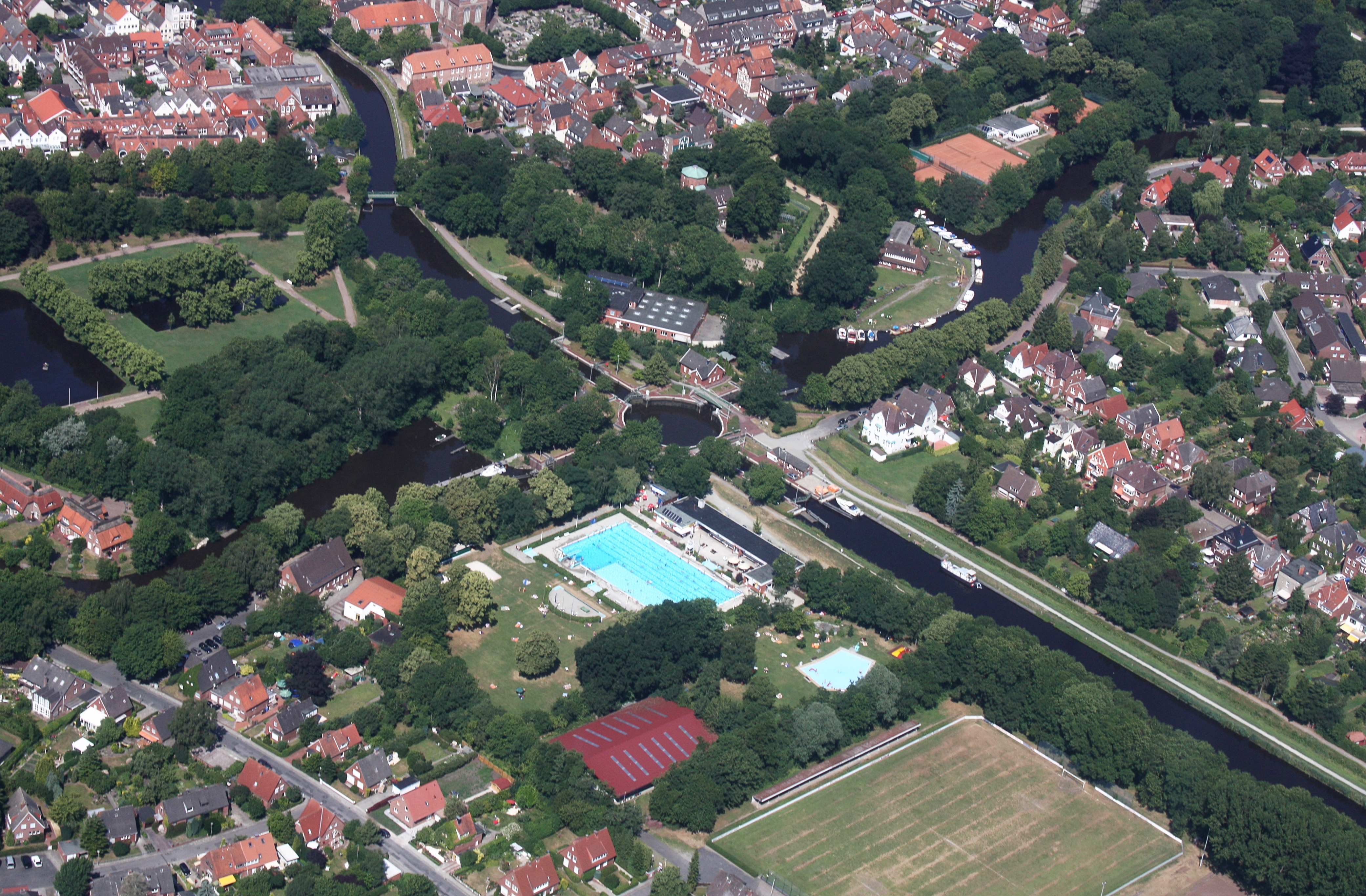
Kesselschleuse mit Rotem Siel (links oben), Stadtgraben (rechts oben), Ems-Jade-Kanal (rechts unten) und Fehntjer Tief (links unten). Oben links ist die Drehbrücke über das Rote Siel zu erkennen.

Im Zuge des Ausbaus des Walls zu einer Naherholungsanlage wurden in den Jahren 1969–1975 zudem zwei Fußgängerbrücken neu geschaffen, die den Stadtgraben mit dem außerhalb der Innenstadt befindlichen Gebiet verbinden. Brücken bestehen nahe dem Neuen Theater beim Albringwehrster Zwinger und nahe dem Hans-Susemihl-Krankenhaus beim Vogelsang-Zwinger. Eine weitere Brücke verbindet nicht die Kernstadt mit den außerhalb liegenden Stadtteilen, sondern vielmehr zwei der Zwinger selbst: Zwischen dem Rote-Mühlen-Zwinger und dem Weiße-Mühlen-Zwinger befindet sich eine Drehbrücke, die den Ems-Jade-Kanal überquert, der an dieser Stelle Rotes Siel heißt. Die Drehbrücke erlaubt die zügige Durchfahrt des Schiffsverkehrs und stellt sicher, dass auch Schiffe oder Boote mit höheren Aufbauten die Querung passieren können. Von den genannten Querungsmöglichkeiten abgesehen, trennt der Wall nach wie vor die Innenstadt von den außerhalb gelegenen Stadtteilen.
Der Emder Stadtgraben ist durch drei Kanäle mit dem ostfriesischen Wasserstraßennetz verbunden. Beim Meister-Geerds-Zwinger zweigt das Larrelter Tief nach Westen in Richtung des gleichnamigen Vorortes ab. Beim Albringwehrster Zwinger führt das Hinter Tief in Richtung des gleichnamigen, nördlich der Stadt gelegenen Ortes. Beide Tiefs sind mit dem Knockster Tief verbunden. Beim Marienwehrster Zwinger beginnt das Treckfahrtstief, das Emden in der Vergangenheit mit dem nordöstlich gelegenen Aurich verband. Heute stellt es die Verbindung zwischen der Innenstadt und dem Kleinen Meer dar. Der südöstlichste der Zwinger, der Weiße-Mühlen-Zwinger, wird bereits nicht mehr vom Stadtgraben begrenzt, der Wasserlauf heißt hier bereits Fehntjer Tief und ist die Wasserstraße in das östliche Umland der Seehafenstadt (Moormerland, Ihlow, Großefehn).
Die Wege auf dem Wall dürfen sowohl von Fußgängern wie auch Radfahrern benutzt werden.

## Sport und Erholung

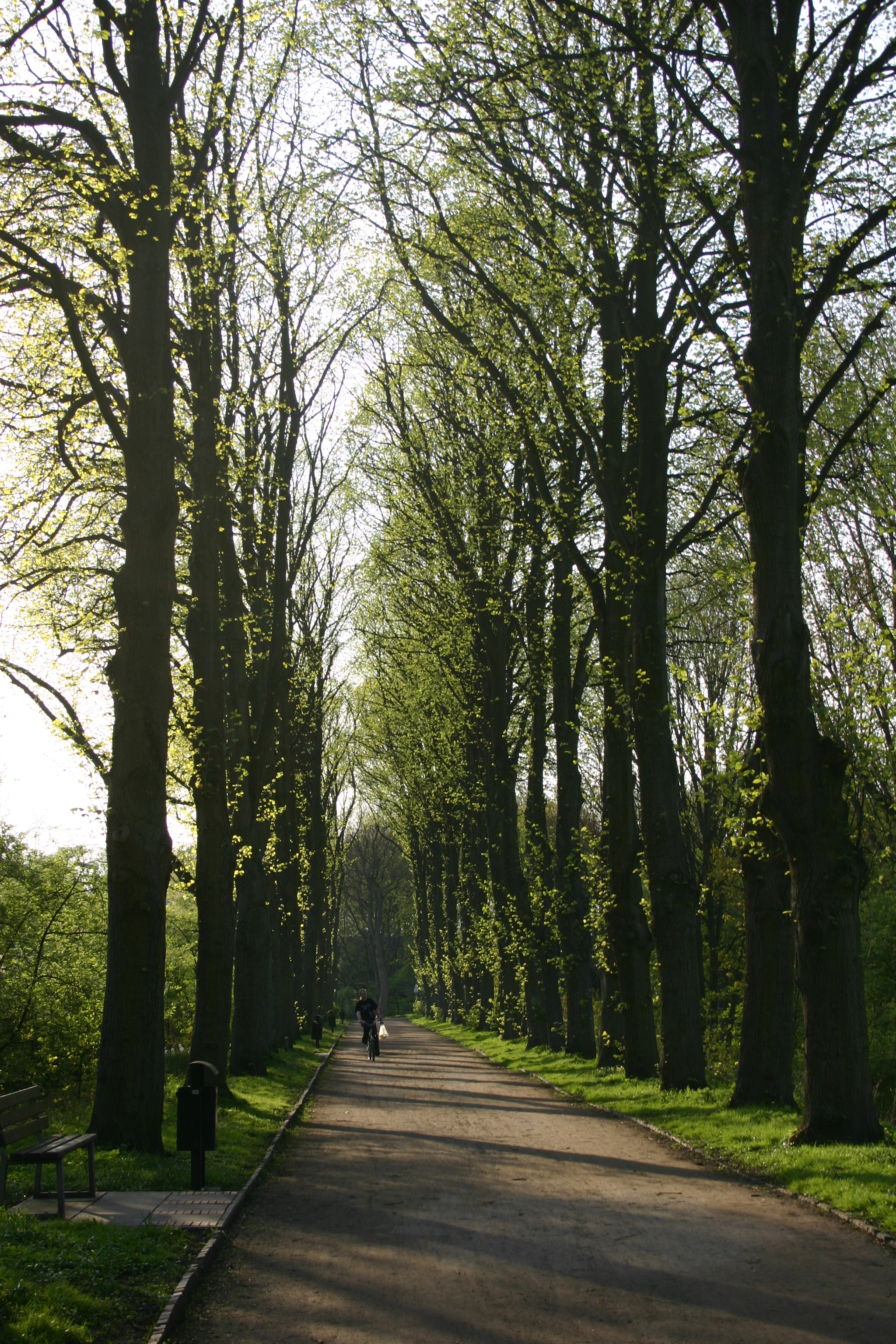
Emder Wall heute

Am Wall hat eine Reihe von Sportvereinen ihr Domizil. Die Lage am Stadtgraben machen sich der Emder Segelverein, der Wassersportverein Emden und der Emder Ruderverein zunutze. Der ESV hat sein Vereinsgelände mit Bootshaus auf dem Marienwehrster Zwinger, wo sich neben dem Vereinshaus auch der Bootshafen mit 25 Liegeplätzen befindet. Ebenfalls am Marienwehrster Zwinger, nur wenig weiter nördlich, ist der WVE ansässig, der dort ebenfalls über ein Bootshaus und Vereinsheim verfügt. Der Emder Ruderverein betreibt Vereinsheim und Bootsanlage am Rote-Mühlen-Zwinger unweit der Kesselschleuse. Im Wallvorland zwischen dem Rote-Mühlen- und dem Gelbe-Mühlen-Zwinger ist der Emder Tennis- und Hockey-Verein beheimatet, dessen Tennis-Abteilung dort seit 1906 über mehrere Plätze verfügt. Des Weiteren hat das Schützencorps Emden seinen Vereinssitz im Schützenhof am Heuzwinger, wo sich auch die Schießsportanlage des Vereins befindet. Genutzt wird der Wall darüber hinaus von den Mitgliedern der Emder Laufgemeinschaft, aber auch von vereinsunabhängig agierenden Joggern, Walkern oder Nordic Walkern oder auch Radfahrern. Ungeeignet sind die Wege auf dem Wall hingegen für Inline-Skater, da der Untergrund der Wege aus Schotter besteht. Daneben ist der Wall beliebtes Ausflugsgebiet für Spaziergänger.